# Marco Polo
Marco Polo (født 15. september 1254 i Venedig, død 8. januar 1324) var en italiensk handels- og opdagelsesrejsende. Han drog til Kina, som var under mongolernes herredømme. Hans berømmelse skyldes beretningen om kinarejsen, som blev kendt i Europa. Østen var mystisk og ukendt for europæere.
Marco Polos far hed Niccoló Polo og onklen Maffeo Polo- Marco Polo var 17 år, da han første gang så sin far, da denne vendte hjem fra Kina.
Marco Polo påbegyndte sin egen store rejse i 1271 ved at sejle ud fra Venedig mod Akka ud for Jerusalem sammen med sin far, onkel og et større følge. Gennem sin rejse fulgte han silkevejen. Han vendte hjem i 1295, 24 år efter han tog af sted. På sin vej rundt i verden nåede han Venezia, Irak, Iran, Hormuz, Afghanistan, Tibet, Kina, Beijing, Bangladesh og Indien. 1298-1299 sad han i fængsel i Genova, og her dikterede han sin beskrivelse af Østen til sin medfange Rustichello da Pisa.

## Var Marco Polo virkelig i Kina?
I dag er der enkelte, der rejser tvivl om Marco Polo i virkeligheden var i Kina. Deres påstand er, at der simpelthen er for mange kinesiske "specialiteter", der ikke nævnes i hans beretninger. Han nævnte blandt andet aldrig den kinesiske mur, at kineserne spiste med pinde og at kvinderne gik med snørede fødder. Alt det, mener man, han højst sandsynligt ville have fortalt om, hvis han havde været der. Og specielt fordi disse ting ikke forekom i Europa, ville det være naturligt, at de var med i hans beretninger. Skikke som den overdrevne tedrikning er heller ikke omtalt i hans beretninger, og så er der selvfølgelig også meget andet, som heller ikke er blevet nævnt.
Marco Polo nævnes ikke i Khubilai Khans journaler
Marco Polo er heller ikke nævnt i Kinas journaler, som man ville forvente. For efter at have gjort så meget for Khubilai Khan skulle man antage, at han blev omtalt af de omhyggelige skrivere, der skrev journalerne. Marco Polo har beskrevet mange rejser og missioner for storkhanen Khubilai Khan, men der er rejst tvivl, om han virkelig havde prøvet alt dette, eller om det bare er historier, som han har hørt på den velomtalte Silkevej, og som han så bare har pyntet og derefter genfortalt til alle, der gad høre.
Skønt enkelte fortsat tvivler på, om Marco Polo virkelig var i Kina, så er der ingen, der tvivler på, at hans beretninger har haft stor indflydelse på datidens verden og omverdensforståelse. Marco Polos bog blev blandt andet oversat til latin, og Christoffer Columbus medbragte den på sin rejse til det, han troede var Indien, Kina eller landene omkring. Ikke mange år efter Marco Polos og hans brors hjemkomst blev landevejene spærret af tyrkere og muslimer, så man ikke længere kunne komme den vej. Det var også medvirkende til, at Columbus fandt på at sejle ad søvejen til Indien og Kina, så han kunne finde en ny måde at få de fine stoffer og krydderier fra Østen igen. Derudover blev Yuan Dynastiet også afløst af Ming Dynastiet kort tid efter Polo-brødrenes hjemkomst, og dermed sluttede også mongolernes kortvarige kontrol over Kina.
Marco Polos opgaver for Kublai Khan
Storkhanen Kublai Khan sendte Marco Polo ud på mange rejser som diplomatiske missioner ud til alle hjørnerne i hele hans store rige. Om disse rejser skriver Marco Polo ”Man må vide, at da storkhanen sendte mig til fjerne dele af sit rige for at udføre sine befalinger, var jeg ofte flere måneder på rejse. Jeg undersøgte grundigt alt, hvad jeg mødte på min vej og rejste viden om.” Af den grund blev Marco Polo efterhånden uundværlig for storkhanen (siger Marco Polo).
Da khanens søn er i krig i Kara-jang (Yunnan) i Sydkina, bliver Marco Polo sendt derned. Krigen er mod kongeriget Mien (Burma). Marco Polo kommer også med på mange andre rejser eller missioner, som blandt andet går til Cathay (Nordkina) og Mangi (Sydkina). Poloerne er også med khanens hof til for eksempel khanens sommerresidens, Sommerpaladset.
En vurdering af den påståede tvivl om Marco Polos Rejser
Ifølge sagkundskaben er der ingen tvivl om, at Marco Polo var i Kina. Der er simpelthen alt for mange nøjagtigheder i hans beretninger samt rapporter fra missioner, som stemmer overens med informationer, der først er blevet tilgængelige senere. Men der er ikke tvivl om, at Marco Polo overdrev ganske meget om sine bedrifter og om den betydning, han havde for Kublai Khan. Og der er mange forklaringer på de ting, som Marco Polo ikke har skrevet. Kublai Khan var nemlig ikke kineser, men mongol og dyrkede absolut ikke kinesiske skikke, og Marco Polo hævder på intet tidspunkt, at han på nogen måde er integreret i det kinesiske samfund. Det kan også undre, hvorfor han ikke nævnes i de kinesiske annaler, men for det første ved vi ikke, hvad han blev kaldt af kineserne, og for det andet mangler der også referencer flere steder til de jesuitiske missionærer, der også nød stor anseelse forskellige steder i Kina.
Marco Polo fortæller, at han så giraf-kvinder i Burma. Og selv om disse ellers ikke er omtalt, må han i det mindste have hørt om dem.
De kinesiske kilder fortæller om tre persere, som byggede nogle kastemaskiner under belejringen af en by, fordi mongolerne ikke kendte til dem, og da Marco Polo også deltog i samme belejring og byggede blider, må "perserne" være identiske med Marco Polo, hans far og farbror. Det må bemærkes, at kineserne har den skik at kalde alle, som ikke er kinesere for mongoler. Og de, som også er fremmede for mongolerne, for persere.
De snørede fødder var ikke så udbredt på denne tid som senere og var mest udbredt i Sydøstkina, hvor Marco Polo kun var forbi én gang, og overklassekvinderne levede i aflåste haremmer og færdedes i lukkede bærestole.
Den kinesiske mur og den hær, som skulle forsvare den, lå i ruiner på den tid; det var derfor, at mongolerne havde så let ved at angribe landet.